# Area metropolitana di Cúcuta
L'area metropolitana di Cúcuta è un'area metropolitana della Colombia situata nella parte orientale del dipartimento di Norte de Santander. Il centro principale è la città di Cúcuta,, e raggruppa i comuni circostanti: Los Patios, Villa del Rosario, San Cayetano, El Zulia y Puerto Santander.
Al censimento del 2005 possedeva una popolazione di 1.298.512 abitanti.